# Carmine Tarantino
Carmine Tarantino (Napoli, 4 dicembre 1981) è un allenatore di calcio a 5 italiano.

## Carriera

### Giocatore
Tarantino muove i primi passi nel calcio a 5 nella squadra del suo quartiere, il Futsal Pianura, giocando dal 2001 al 2008 e raggiungendo il panorama nazionale con tre partecipazioni alla Serie B.

### Allenatore
Dal 2002 al 2008, parallelamente all'attività di giocatore, allena il settore giovanile del Futsal Pianura.
Appesi gli scarpini al chiodo, tra il 2008 e il 2012 allena i settori giovanili prima della Futsal Bagnolese, poi del Real Napoli, e infine del ricostituito Napoli, vincendo 2 scudetti nella categoria allievi e uno in quella juniores.
Nel 2011 a seguito dell'esonero di Raffaele di Costanzo, il Napoli gli affida la guida della prima squadra in A2, i partenopei raggiungono i playoff e si fermano in semifinale, ma in estate arriva il ripescaggio in massima serie. Tarantino viene confermato e guida la squadra ad una salvezza raggiunta con la vittoria ai playout sul Venezia.
A fine stagione Tarantino saluta la società partenopea per entrare nello staff di Roberto Menichelli come collaboratore nella Nazionale maggiore. Pochi mesi dopo arriva la vittoria agli Europei di Anversa.
Nel 2015 gli viene affidata la guida della Nazionale Under-21 (succedendo a Raoul Albani) e, sempre nello stesso anno, è nominato collaboratore di Menichelli anche nella femminile.

## Palmarès
- Campionato Nazionale Allievi: 1

Futsal Bagnolese: 2009-2010
Real Napoli: 2010-2011
- Campionato Nazionale Juniores: 1

Napoli: 2011-2012